# المندسة (محافظة المهد)
المندسه؛ قرية في محافظة المهد، التابعة لمنطقة المدينة المنورة في السعودية. تقع في جنوب شرق المدينة المنورة، وتبعد عنها بمسافة تقارب (168) كيلو متر، وعن مهد الذهب بمسافة تقارب (67) كيلو متر.

## معلومات رئيسية
تُعرف بأسم (المندسة المهد) وتقع ضمن النطاق الإداري لمحافظة المهد، ويعود سبب تسمية قرية المندسه نسبة إلى «وادي المندسه» الذي تقع عليه القرية وضواحيها، ويمر عليه درب زبيدة خصوصاً الجهة الغربية من الوادي.